# Residu (química)

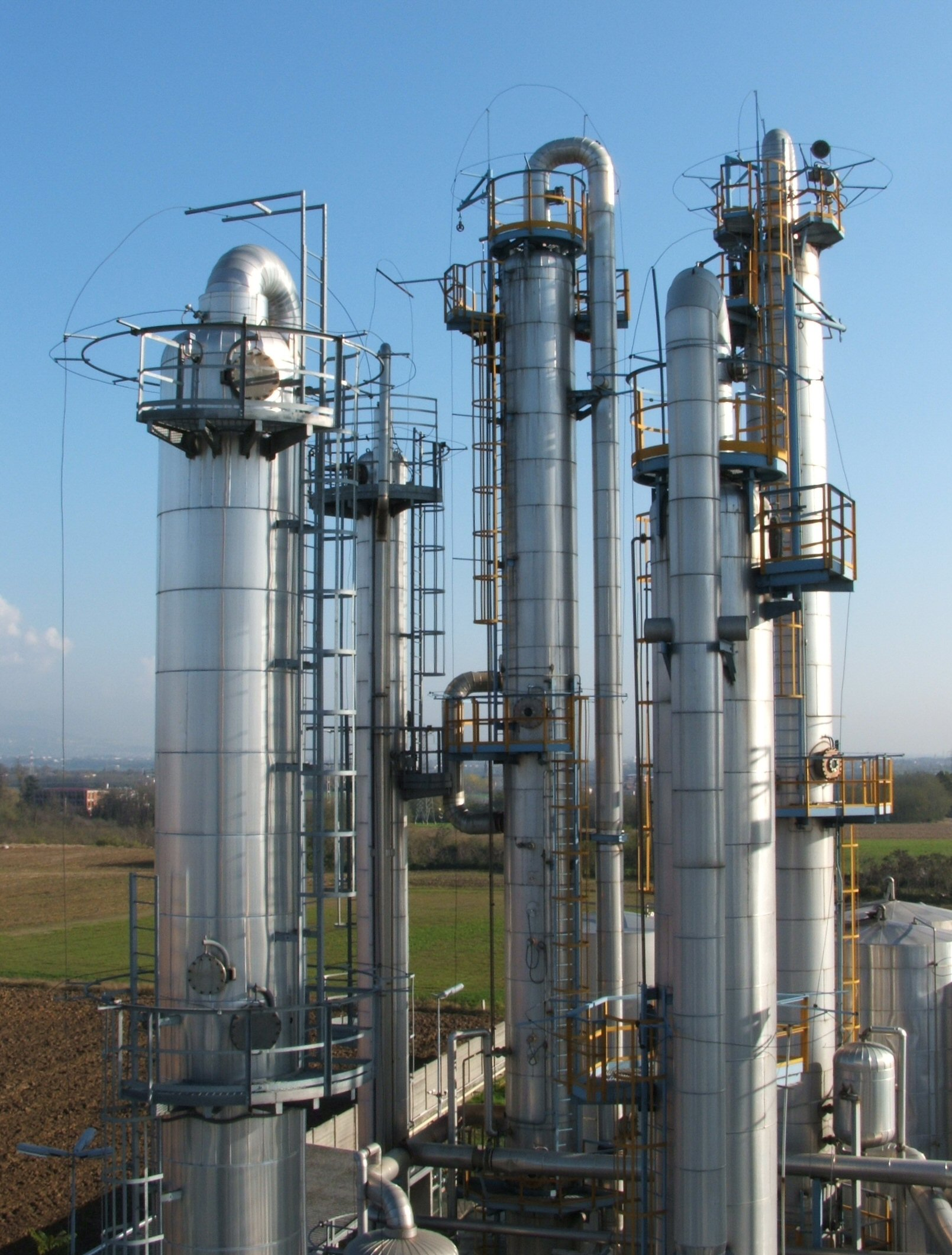
Columna de destil·lació de doble efecte per a petroli.

Un residu o fracció en química és un producte d'un procés de fraccionament.
Una destil·lació, per exemple, produeix una fracció pesant, o residu, i una fracció lleugera, o destil·lat. Dins una mescla azeotròpica, que és el cas més freqüent, la composició de cada fracció depèn únicament d'aquella de la mescla inicial, de la temperatura d'ebullició d'aquesta mescla. Per obtenir una composició més lleugera, cal fer una nova destil·lació del destil·lat i de forma inversa sobre el residu.